# Liste der Biografien/Mate
Liste der Biografien |
Portal Biografien |
Personensuche
# |
A |
B |
C |
D |
E |
F |
G |
H |
I |
J |
K |
L |
M |
N |
O |
P |
Q |
R |
S |
T |
U |
V |
W |
X |
Y |
Z |
?
 
Ma |
Mb |
Mc |
Md |
Me |
Mf |
Mg |
Mh |
Mi |
Mj |
Mk |
Ml |
Mm |
Mn |
Mo |
Mp |
Mq |
Mr |
Ms |
Mt |
Mu |
Mv |
Mw |
Mx |
My |
Mz
 
Maa |
Mab |
Mac |
Mad |
Mae |
Maf |
Mag |
Mah |
Mai |
Maj |
Mak |
Mal |
Mam |
Man |
Mao |
Map |
Maq |
Mar |
Mas |
Mat |
Mau |
Mav |
Maw |
Max |
May |
Maz
 
Mata |
Matb |
Matc |
Mate |
Matf |
Math |
Mati |
Matj |
Matk |
Matl |
Matm |
Matn |
Mato |
Matr |
Mats |
Matt |
Matu |
Matv |
Matw |
Maty |
Matz
Die Liste der Biografien führt alle Personen auf, die in der deutschsprachigen Wikipedia einen Artikel haben. Dieses ist eine Teilliste mit 178 Einträgen von Personen, deren Namen mit den Buchstaben „Mate“ beginnt.

## Mate
- Mate Junior, Simão (* 1988), mosambikanischer Fußballspieler
- Maté, Aaron (* 1979), kanadischer Journalist
- Mate, Andy (1940–2012), ungarisch-US-amerikanischer Fußballspieler
- Máté, Balázs (* 1965), ungarischer Cellist und Pädagoge
- Máté, Bence (* 1985), ungarischer Tierfotograf
- Maté, Daniel, spanischer Milliardär
- Maté, Gabor (* 1944), ungarisch-kanadischer MedizinerGabor Maté (* 1944)

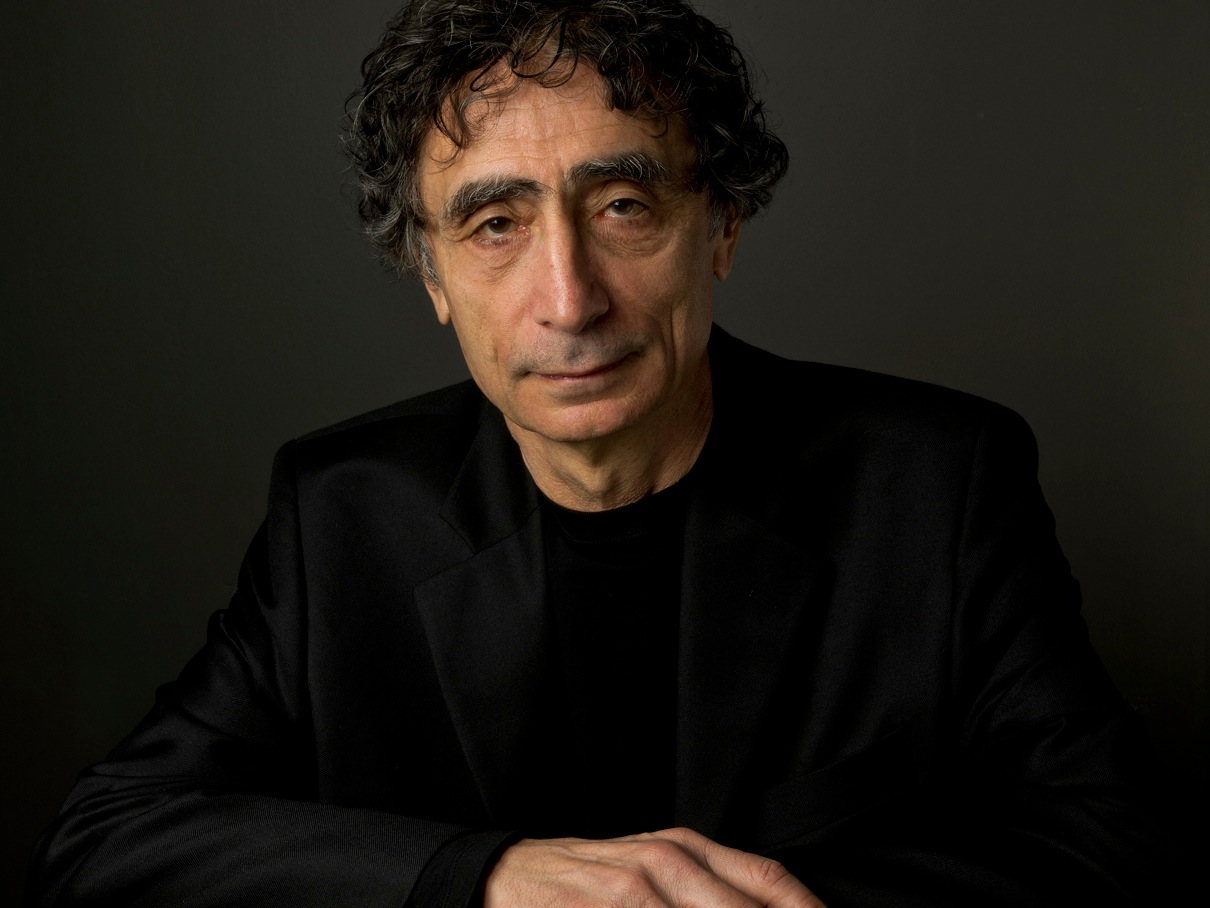
Gabor Maté (* 1944)

- Mate, Hunor (* 1983), österreichischer Schwimmer
- Mate, Illja (* 1956), sowjetisch-ukrainischer Ringer und Olympiasieger
- Maté, Luis Ángel (* 1984), spanischer Radrennfahrer
- Máté, Olga (1878–1961), ungarische Fotografin
- Maté, Philippe (1939–2002), französischer Jazzmusiker (Saxophon, Komposition)
- Maté, Rudolf, deutscher Architekt
- Maté, Rudolph (1898–1964), österreichisch-US-amerikanischer Kameramann und Filmregisseur
- Maté, Sébastien (* 1972), französischer Fußballtorhüter
- Máté, Tamás (* 1998), ungarischer Sprinter
- Mate, Timotej (* 1996), slowenischer Fußballspieler
- Maté, Wassili Wassiljewitsch (1856–1917), russischer Maler, Zeichner und Radierer

### Matea
- Mateas, Maria (* 1999), US-amerikanische Tennisspielerin

### Matec
- Matecki, Claus (* 1949), deutscher Gewerkschafter

### Matee
- Matee Sarakham (* 1999), thailändischer Fußballspieler
- Mateelong, Richard Kipkemboi (* 1983), kenianischer Hindernisläufer
- Mateen, Omar (1986–2016), US-amerikanischer Attentäter
- Mateen, Sabir (* 1951), US-amerikanischer Jazzsaxophonist, -klarinettist und -flötist
- Mateen, Tarus (* 1967), amerikanischer Jazz-Bassist
- Mateescu, Rodica (* 1971), rumänische Leichtathletin
- Mateevici, Alexei (1888–1917), rumänischer orthodoxer Theologe und Dichter (Bessarabien)
- Mateew, Dragomir (1902–1971), bulgarischer Arzt und Physiologe
- Mateew, Ewgeni (1920–1997), bulgarischer Wirtschaftswissenschaftler und Politiker

### Matef
- Mátéfi, Dalma (* 2000), ungarische Handball- und Beachhandballspielerin

### Matei
- Matei, Aneta (* 1948), rumänische Ruderin
- Matei, Cosmin (* 1991), rumänischer Fußballspieler
- Matei, Gabriel (* 1990), rumänischer Fußballspieler
- Matei, Ilie (* 1932), rumänischer Politiker (PCR)
- Matei, Ilie (* 1960), rumänischer Ringer
- Matei, Nicoleta (* 1970), rumänische Sängerin
- Matei, Simona-Iulia (* 1985), rumänische Tennisspielerin
- Matei, Sorin (* 1963), rumänischer Hochspringer
- Mateialona, Tuli (* 1971), tongaischer American-Football-Spieler
- Mateiko, Daniel (* 1998), kenianischer Langstreckenläufer
- Mateinaqara, Beniaminio (* 1987), fidschianischer Fußballtorhüter
- Mateiu, Alexandru (* 1989), rumänischer Fußballspieler

### Matej
- Matěj, Josef (1922–1992), tschechischer Posaunist und Komponist
- Mateja, Andrzej (1935–2019), polnischer Skilangläufer
- Mateja, Robert (* 1974), polnischer Skispringer und Skisprungtrainer
- Matějáková, Lenka (* 1986), tschechische Geigerin
- Matejcek, Josef (1904–1965), österreichischer Politiker (SPÖ), Abgeordneter zum Nationalrat
- Matějček, Zdeněk (1922–2004), tschechischer Kinderpsychologe
- Matejczyk, Luise-Isabella (* 1989), deutsche Laiendarstellerin
- Matejka, Alphonse (1902–1999), Schweizer Okzidentalist
- Matejka, Gunther, deutscher Journalist, Autor und Sammler
- Matejka, Michal (* 1981), slowakischer Badmintonspieler
- Matejka, Robert (1946–2011), österreichischer Hörfunkregisseur
- Matejka, Sabine (* 1974), österreichische Juristin, Präsidentin der Richtervereinigung
- Matejka, Viktor (1901–1993), österreichischer Kulturpolitiker und Schriftsteller
- Matejka-Felden, Gerda (1901–1984), österreichische Malerin, Kunstpädagogin und Hochschullehrerin
- Matejko, Jan (1838–1893), polnischer MalerJan Matejko (1838–1893)

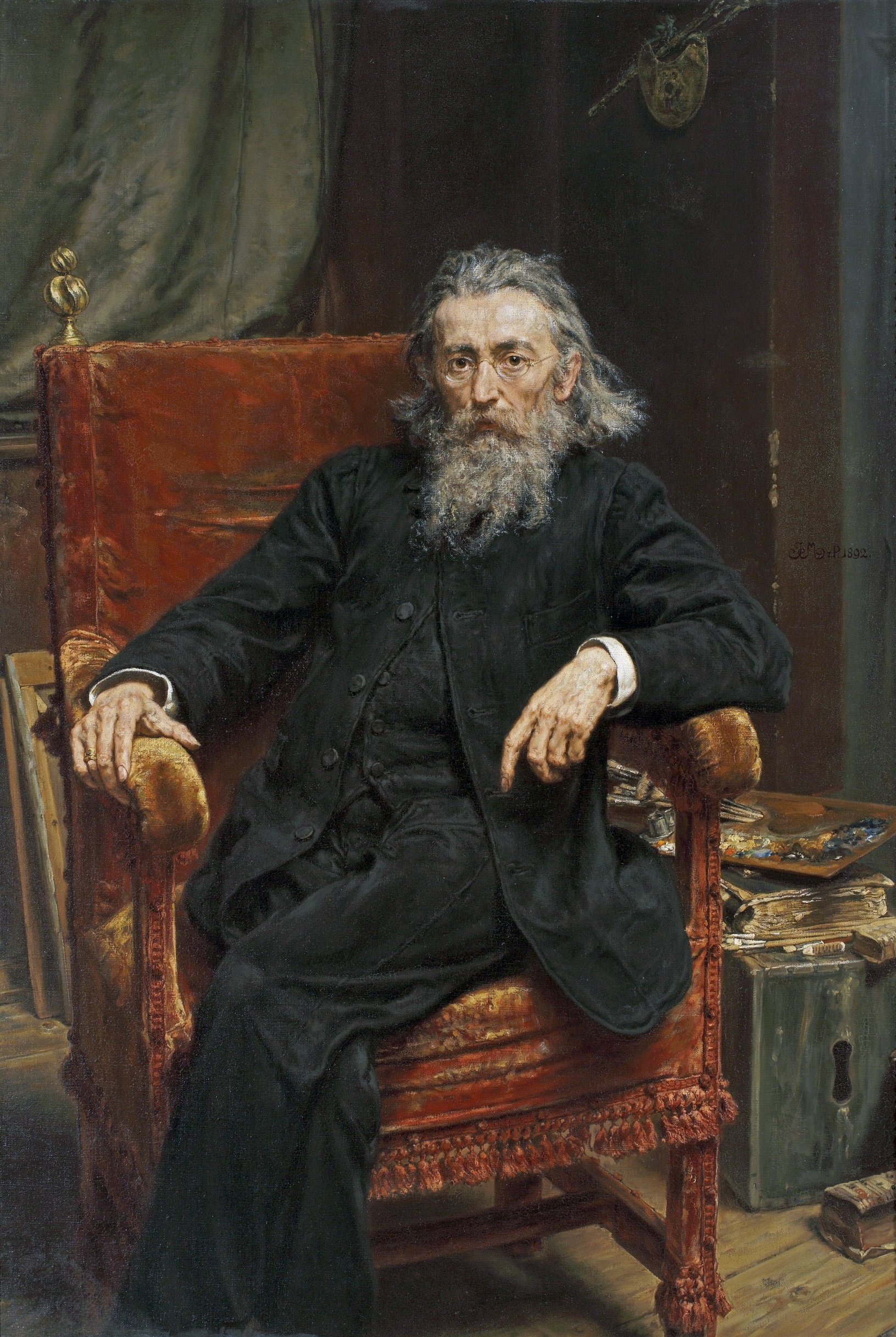
Jan Matejko (1838–1893)

- Matejko, Teodora (1846–1896), Gattin des polnischen Malers Jan Matejko
- Matejko, Theo (1893–1946), österreichischer Illustrator
- Matějovský, Marek (* 1981), tschechischer Fußballspieler
- Matějovský, Zdeněk (1930–2014), tschechischer Orthopäde und Hochschullehrer
- Matějův ze Soběslavi, Jakub († 1415), tschechischer Gelehrter

### Matek
- Matekane, Sam (* 1958), lesothischer Unternehmer und Politiker
- Matekonienė, Jūratė (* 1945), litauische Wirtschaftswissenschaftlerin, Hochschullehrerin und Politikerin

### Matel
- Mățel, Alexandru (* 1989), rumänischer Fußballspieler
- Matela, Leszek (* 1955), polnischer Autor, Parapsychologe und Radiästhesist
- Matelis, Arūnas (* 1961), litauischer Filmregisseur und Filmproduzent
- Matelis, Bronislovas (* 1961), litauischer Journalist und Politiker
- Matellán, Aníbal (* 1977), argentinischer Fußballspieler
- Matelli, Franck (* 1991), französischer Autorennfahrer
- Matelli, Tony (* 1971), US-amerikanischer Plastiker und Installationskünstler
- Matelová, Hana (* 1990), tschechische Tischtennisspielerin
- Matelski, Dariusz (* 1963), polnischer Historiker
- Mateluna, Ariel (* 1989), chilenischer Schauspieler

### Matem
- Matemera, Bernard (1946–2002), simbabwischer Bildhauer

### Maten
- Matena, Dick (* 1943), niederländischer Comiczeichner und -autor
- Matenesius, Johann Friedrich († 1621), Geistlicher, Historiker und Hochschullehrer
- Matenopoulos, Debbie (* 1975), US-amerikanische Journalistin, Talkshow-Moderatorin und Schauspielerin

### Mateo
- Mateo de Bascio (1495–1552), italienischer Religionsreformer und Begründer des Kapuzinerordens
- Mateo Sagasta, Práxedes (1825–1903), spanischer Politiker und Regierungspräsident
- Mateo, Abraham (* 1998), spanischer Popmusiker
- Mateo, Chus (* 1969), spanischer Basketballtrainer
- Matéo, Clara (* 1997), französische Fußballspielerin
- Mateo, Daniel (* 1989), spanischer Leichtathlet
- Mateo, Eduardo (1940–1990), uruguayischer Musiker und Komponist
- Mateo, Francisco (1917–1979), spanisch-französischer Fußballspieler
- Mateo, Joseíto (1920–2018), dominikanischer Sänger
- Mateo, Josep Lluís (* 1949), spanischer Architekt
- Mateo, Lilian (* 2005), bolivianische Leichtathletin
- Mateo, Natalia (* 1983), polnische JazzsängerinNatalia Mateo (* 1983)

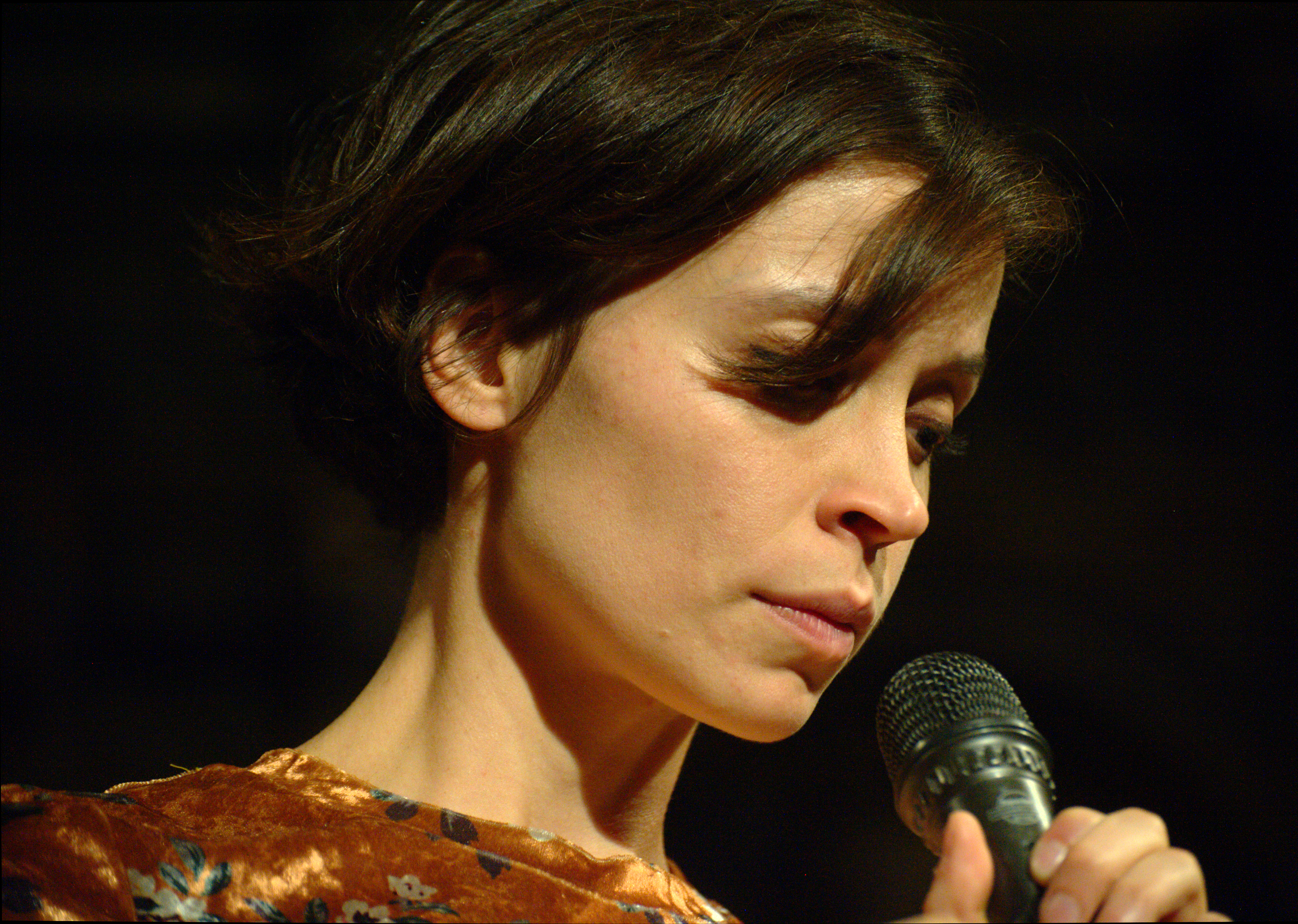
Natalia Mateo (* 1983)

- Matéo, Pablo (* 2001), französischer Sprinter
- Mateo, Ramón (* 1958), dominikanischer Schachspieler
- Mateos Cícero, Juan Antonio (* 1941), mexikanischer Botschafter
- Mateos Franco, Yolanda (* 1972), spanische Fußballspielerin
- Mateos, Adrián (* 1994), spanischer Pokerspieler
- Mateos, Antonio, spanischer Szenenbildner
- Mateos, David (* 1987), spanischer Fußballspieler
- Mateos, Enrique (1934–2001), spanischer Fußballspieler und Fußballtrainer
- Mateos, Julián (1938–1996), spanischer Schauspieler und Filmproduzent
- Mateos, Mariana Chiesa (* 1967), argentinische Malerin und Illustratorin
- Mateos, Mayte (* 1951), spanische Sängerin, Tänzerin und MalerinMayte Mateos (* 1951)

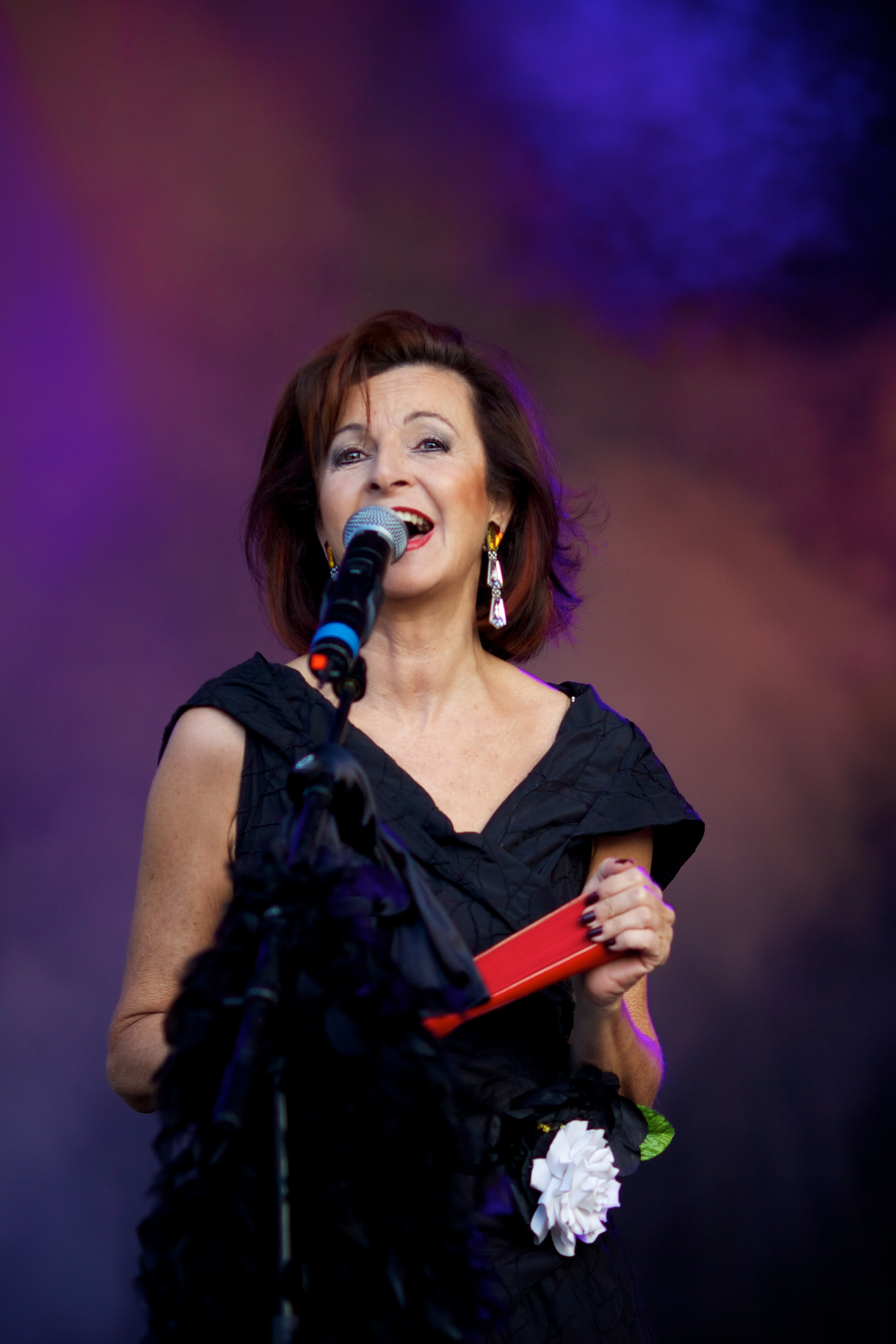
Mayte Mateos (* 1951)

- Mateos, Pilar (* 1942), spanische Autorin von Kinder- und Jugendbüchern
- Mateoschat, Helga (1934–2022), deutsche Kinderärztin und Verdienter Arzt des Volkes in der DDR

### Matep
- Mateparae, Jerry (* 1954), neuseeländischer Generalgouverneur, Generalleutnant und ehemals Chef der New Zealand Defence Force

### Mater
- Mater, Ahmed (* 1979), saudi-arabischer Arzt und Künstler
- Mater, Eckhardt (1935–1996), deutscher Bildhauer und Medailleur in der DDR
- Mater, Frank (1963–1984), deutscher DDR-Flüchtling, Todesopfer an der innerdeutschen Grenze
- Mater, Wilhelm (1877–1951), deutscher Unternehmer, Mitglied des Provinziallandtages der Provinz Hessen-Nassau
- Matera, Barbara (* 1981), italienische Moderatorin und Politikerin, MdEP
- Matera, Giovanni Antonio (1653–1718), italienischer Maler
- Matera, Luigi (1820–1891), italienischer Geistlicher, römisch-katholischer Erzbischof und Diplomat des Heiligen Stuhls
- Matera, Pablo (* 1993), argentinischer Rugby-Union-Spieler
- Materassi, Emilio (1894–1928), italienischer Automobilrennfahrer
- Materazzi, Giuseppe (* 1946), italienischer Fußballspieler und -trainer
- Materazzi, Marco (* 1973), italienischer Fußballspieler und -trainerMarco Materazzi (* 1973)

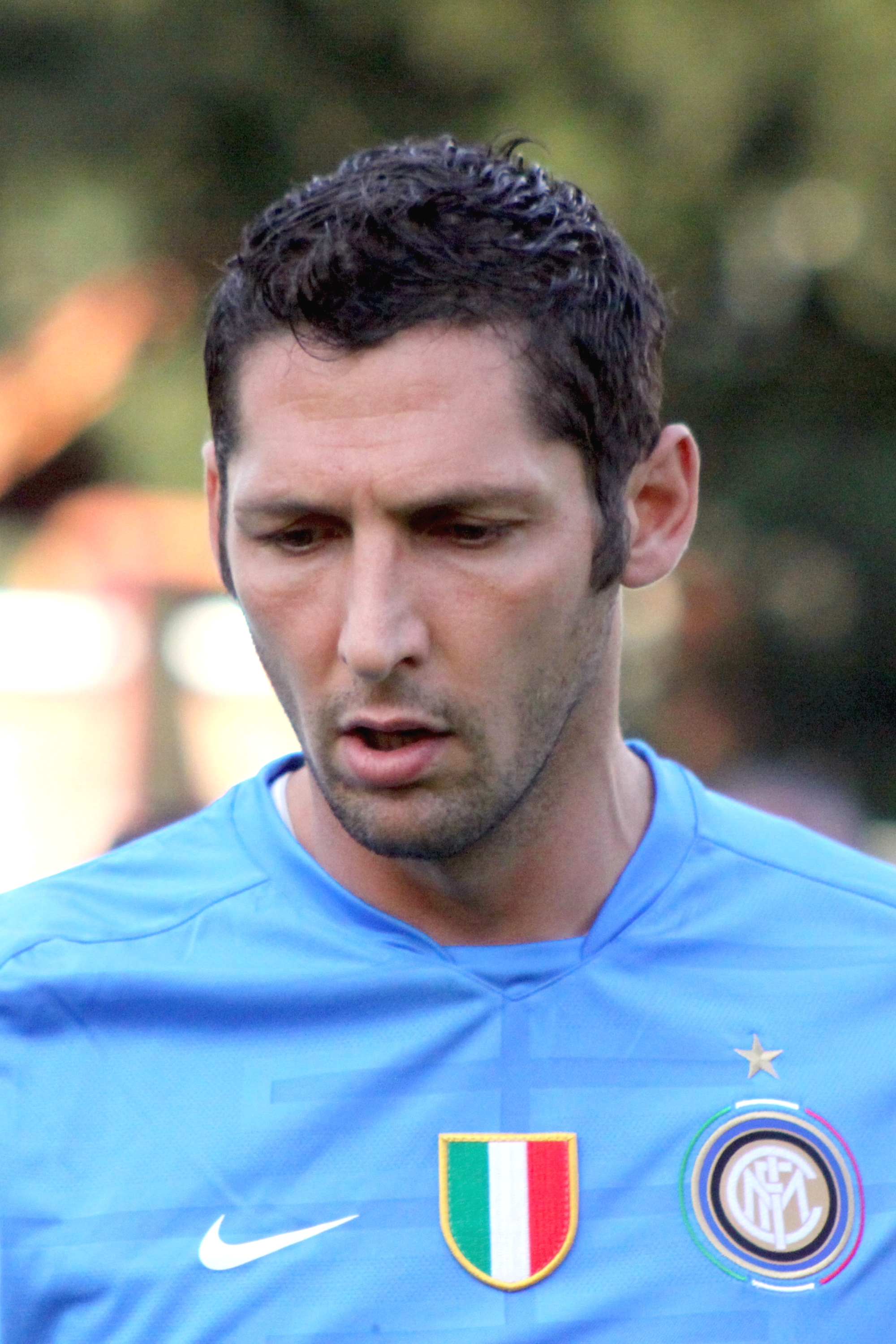
Marco Materazzi (* 1973)

- Materazzi, Riccardo (* 1963), italienischer Mittelstreckenläufer
- Materlik, Gerhard (* 1945), deutscher Physiker
- Materlik, Hubert (1895–1944), deutscher Widerstandskämpfer gegen den Nationalsozialismus und Politiker (KPD)
- Matern, Georg (1870–1938), deutscher katholischer Geistlicher und Heimatforscher
- Matern, Georg (1921–2005), deutscher Maler der modernen Kunst
- Matern, Gerhard (1913–2011), deutscher katholischer Geistlicher, Hochschullehrer und Sachbuchautor
- Matern, Hans (* 1960), deutscher Radrennfahrer
- Matern, Hans-Werner (1906–1996), deutscher Landschaftsmaler
- Matern, Hermann (1893–1971), deutscher Politiker (KPD, SED), MdV
- Matern, Horst-Joachim (* 1954), deutscher Leichtathlet
- Matern, Jenny (1904–1960), deutsche Politikerin (SPD, KPD, SED, DFD), MdV
- Matern, Kurt (1884–1968), deutscher Architekt und Maler
- Matern, Max (1902–1935), deutscher Kommunist
- Matern, Nico (* 1992), deutscher Fußballspieler
- Matern, Norbert (* 1934), deutscher Journalist und Publizist
- Matern, Ulrich (1942–2021), deutscher pharmazeutischer Biologe
- Materna, Amalie (1844–1918), österreichische Opernsängerin im Stimmfach Hochdramatischer Sopran
- Materna, Friedrich (1885–1946), Generalmajor in Österreich
- Materna, Ingo (1932–2022), deutscher Historiker
- Materna, Jerzy (* 1956), polnischer Politiker, Mitglied des Sejm
- Materna, Leopold (1872–1948), österreichischer Dirigent und Komponist von E-Musik
- Materna, Peter (* 1965), deutscher Jazzmusiker (Saxophone, Komposition)
- Materna, Roland (* 1934), deutscher DBD-Funktionär, MdV
- Materna, Rudolf (1883–1938), österreichischer Offizier
- Materne, Conrad (1871–1948), deutscher Architekt
- Materne, Konrad (1815–1882), deutscher evangelischer Theologe und Religionslehrer
- Materni, Undine (* 1963), deutsche Schriftstellerin und Lyrikerin
- Maternian († 368), Erzbischof von Reims (348–359)
- Maternus († 187), römischer Usurpator
- Maternus, Bischof von KölnMaternus

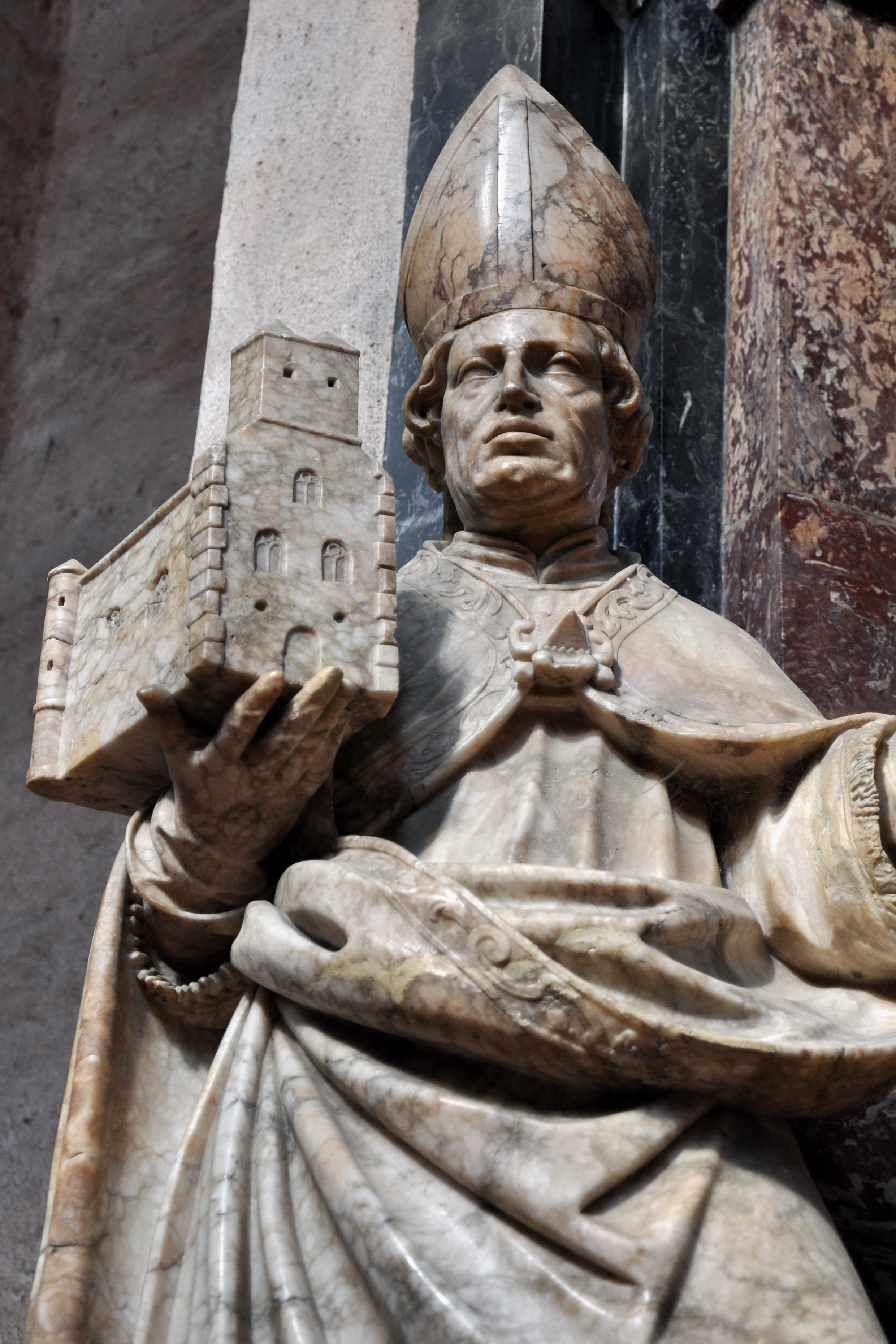
Maternus

- Maternus Cynegius († 388), römischer Prätorianerpräfekt und Konsul
- Maternus de Cilano, Georg Christian (1696–1773), deutscher Altphilologe, Physikus, Professor, Bibliothekar
- Maternus von Mailand, Bischof von Mailand
- Maternus, Iulius, römischer Händler
- Maternus, Ria (1914–2001), deutsche Gastwirtin
- Materski, Edward (1923–2012), polnischer Geistlicher
- Materski, Kazimierz (1906–1971), polnischer Eishockey- und Fußballspieler
- Materuchin, Oleksandr (* 1981), belarussisch-ukrainischer Eishockeyspieler

### Mates
- Mates, Ben (* 1983), australischer Snowboarder
- Mates, Benson (1919–2009), US-amerikanischer Logiker und Philosoph
- Mates, Michael (* 1934), britischer Politiker
- Mates, Pere († 1558), katalanischer Maler der Renaissance
- Mateša, Zlatko (* 1949), kroatischer Politiker und Sportfunktionär, Premierminister von Kroatien
- Mateschitz, Dietrich (1944–2022), österreichischer UnternehmerDietrich Mateschitz (1944–2022)

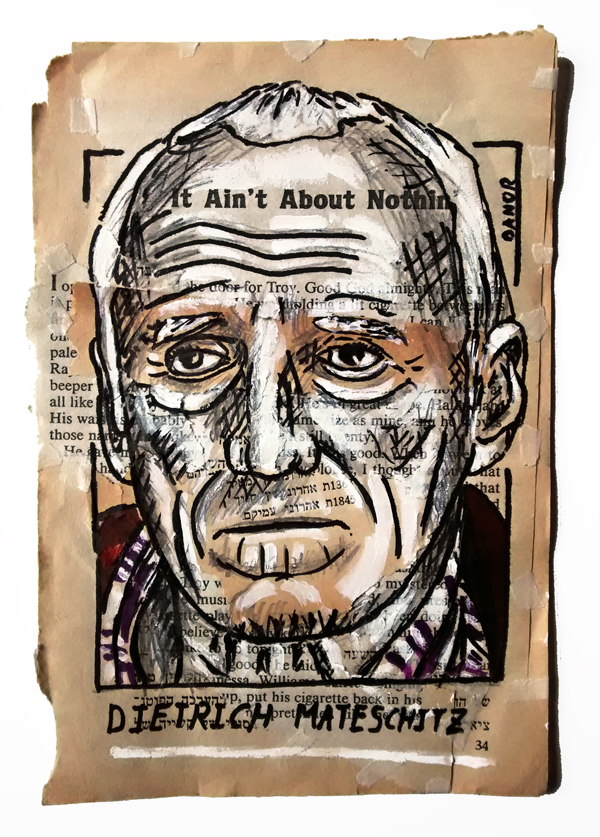
Dietrich Mateschitz (1944–2022)

- Mateschitz, Mark (* 1992), österreichischer Unternehmer im Konzerngeflecht von Red-Bull-Gründer Dietrich Mateschitz

### Matet
- Mateta, Jean-Philippe (* 1997), französischer Fußballspieler
- Matete, Samuel (* 1968), sambischer Leichtathlet und Olympiamedaillengewinner

### Mateu
- Mateu González, Jofre (* 1980), spanischer Fußballspieler
- Mateu i Pi, Meritxell (* 1966), andorranische Diplomatin und Politikerin
- Mateu Lahoz, Antonio (* 1977), spanischer Fußballschiedsrichter
- Mateu Quintana, Carme (1936–2018), katalanische Kunstmäzenin
- Mateus Paraná (* 1987), brasilianischer Fußballspieler
- Mateus, Isabel (* 1969), portugiesische Schriftstellerin
- Mateus, Julia (* 1984), deutsche Satirikerin und Journalistin
- Mateus-Berr, Ruth (* 1964), österreichische Künstlerin
- Mateusiak, Robert (* 1976), polnischer Badmintonspieler
- Mateusinho (* 1999), brasilianischer Fußballspieler
- Mateuț, Dorin (* 1965), rumänischer Fußballspieler

### Matev
- Matevosyan, Hrant (1935–2002), armenischer Schriftsteller
- Matevski, Vlado (* 1953), nordmazedonischer Botaniker
- Matevžič, Maja (* 1980), slowenische Tennisspielerin

### Matew
- Matew, Pawel (1924–2006), bulgarischer Dichter
- Matewuschewa, Switlana (* 1981), ukrainische Seglerin